# Sinn
Sinn är en kommun och ort i Lahn-Dill-Kreis i Regierungsbezirk Gießen i förbundslandet Hessen i Tyskland. De tidigare kommunerna  Edingen und Fleisbach uppgick i Sinn 1 januari 1977.